# ناستازیا میرونچایک-ایوانووا

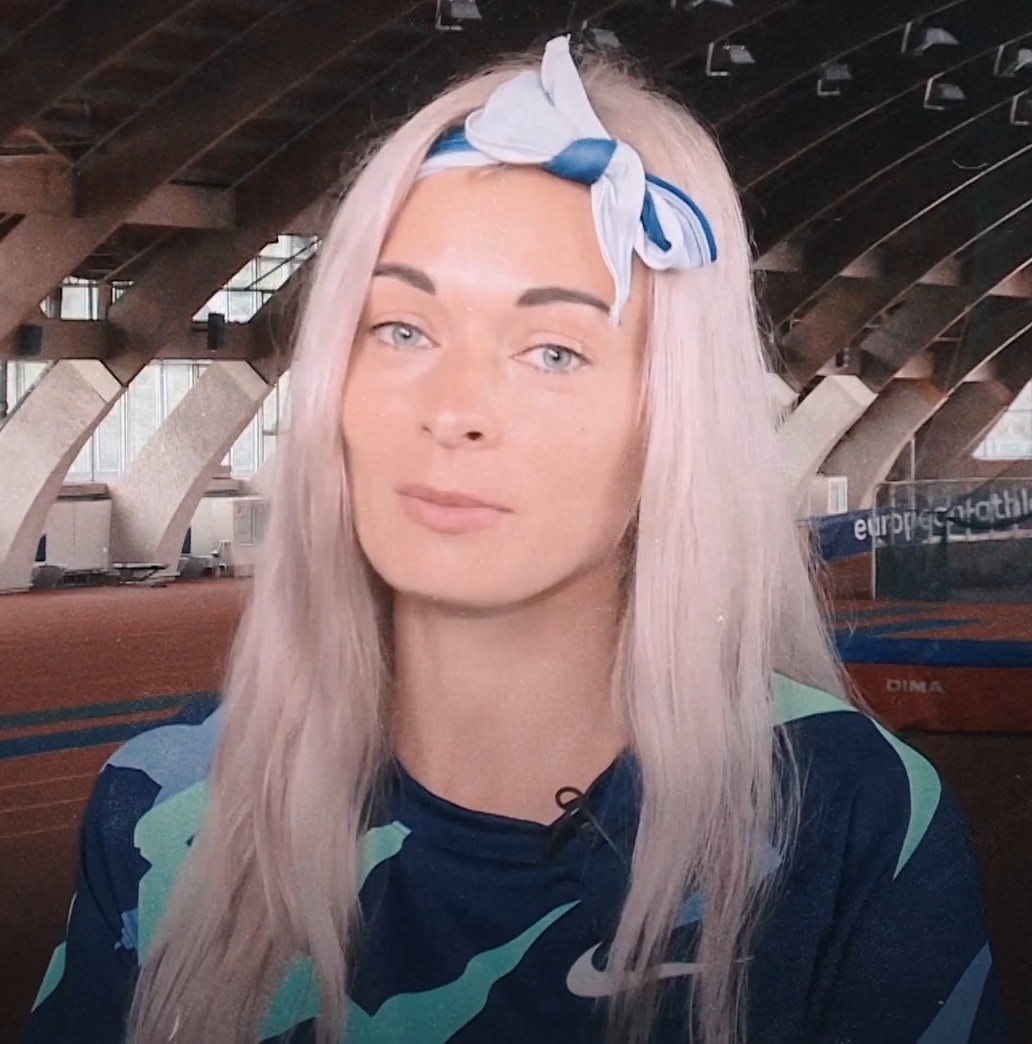
ناستازیا میرونچایک

ناستازیا میرونچایک-ایوانووا (بلاروسی: Настасся Сяргееўна Мірончык-Іванова؛ زادهٔ ۱۳ آوریل ۱۹۸۹) ورزشکار پرش طول اهل بلاروس است.